# Controversie legate a Chabad-Lubavitch
Questa voce esamina le controversie specifiche del movimento Chabad. Per un approfondimento storico e informativo della voce propria Chabad, vedi Chabad-Lubavitch.

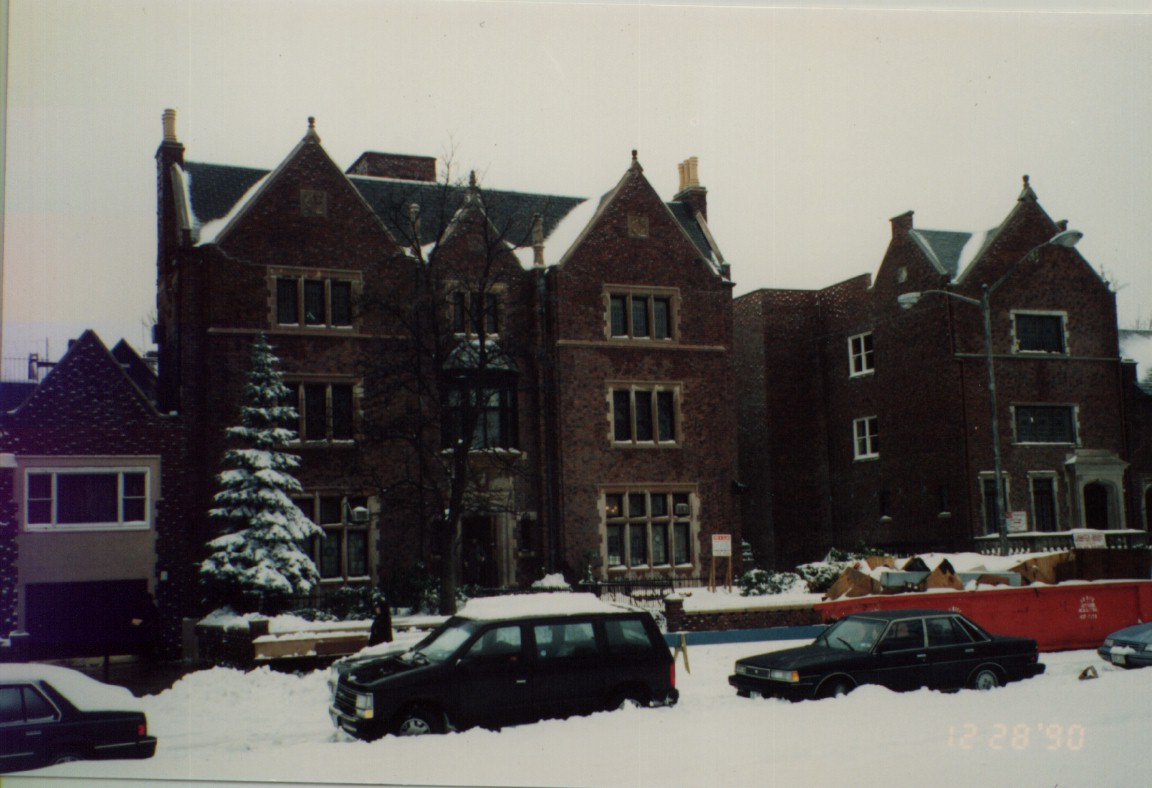
770 Eastern Parkway, Brooklyn (New York), fotografata nel 1990. Dapprima residenza del Lubavitcher Rebbe, poi centro spirituale e amministrativo del movimento Chabad-Lubavitch.

Fin dalla sua fondazione in Bielorussia nel XVIII secolo, Chabad-Lubavitch ha suscitato molta ostilità nell'ebraismo ortodosso; i primi a criticare apertamente il movimento ed il suo fondatore, Shneur Zalman di Liadi (primo Rebbe di Chabad), furono i mitnageddim, con a capo il Gaon di Vilna.
Nei secoli successivi altre controversie ebbero luogo, legate soprattutto al sentimento antisionista di Sholom Dovber Schneersohn (quinto Rebbe), e alle interpretazioni teologiche sulla Shoah di Yosef Yitzchak Schneersohn (sesto Rebbe), giudicate offensive e irrispettose da altri rabbini e studiosi dell'epoca.
Infine, varie dispute e problemi interni che riguardano l'operato del settimo (e ultimo) Lubavitcher Rebbe, Menachem Mendel Schneerson. Il movimento Chabad ha assunto preminenza internazionale sotto la sua direzione, iniziata nel 1950 e durata fino al 1994. La credenza che Schneerson sia il Messia e che ritornerà, o persino che non sia mai morto, ha creato frizioni e dibattiti tra i Lubavitcher, cioè gli ebrei di Chabad. Dalla sua morte, il movimento si è diviso in fazioni antagoniste. La continua battaglia finanziaria tra di esse a partire dal 1995, come anche la contestazione della proprietà che è sede del quartier generale Chabad a Brooklyn, ha creato molteplici controversie.

## Shneur Zalman di Liadi

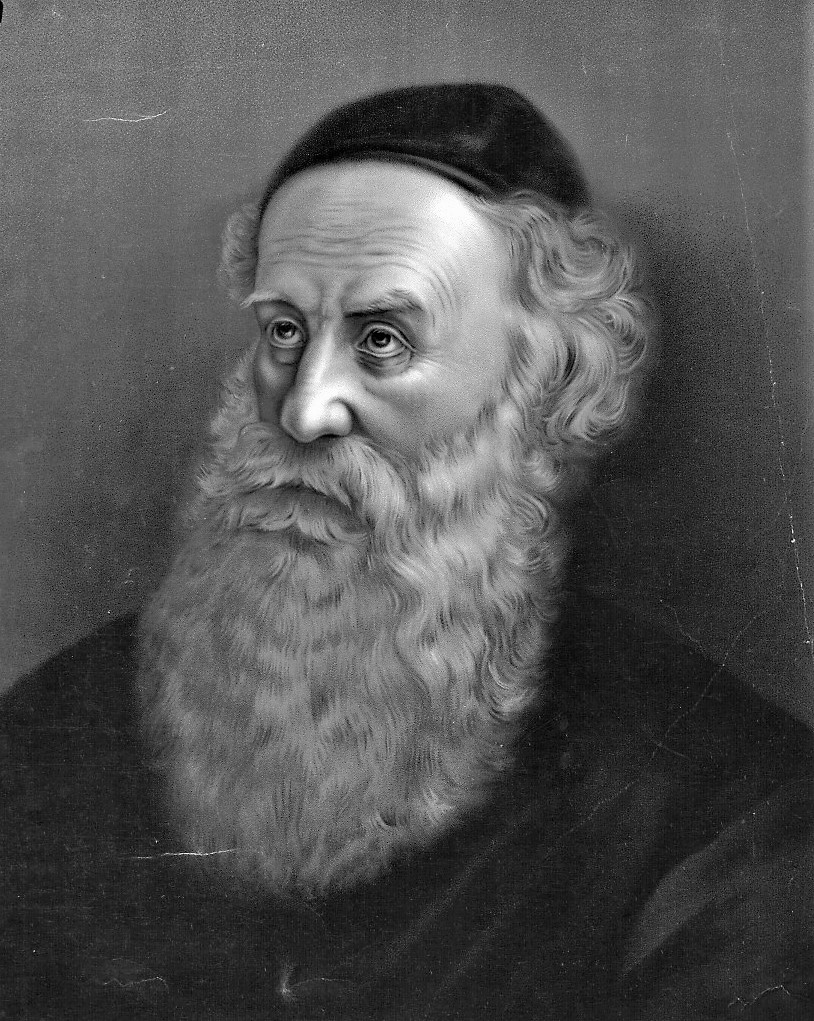
Ritratto di Shneur Zalman di Liadi (1745-1812) fondatore di Chabad e autore delle opere filosofiche Tanya e Shulchan Aruch HaRav.

Guidati dal Gaon di Vilna, i mitnagdim accusarono gli chassidim di interpretazioni sbagliate dei testi sacri. Le tensioni esistenti tra le due fazioni erano ampiamente esacerbate da accuse portate addietro dal Gaon. Secondo queste accuse, che miravano a screditare gli insegnamenti del fondatore di Chabad, Rabbi Shneur Zalman, gli chassidim di Chabad  Rabbi commettevano gravi trasgressioni della legge ebraica, come la profanazione dello Shabbat. Al contrario, il Gaon di Vilna non è mai stato oggetto di disprezzo da parte degli chassidim. Shneur Zalman avrebbe anche cercato di incontrarlo per spiegare la sua filosofia.
Egli sviluppò un sistema intellettuale e un approccio alla religione ebraica intesi a ribattere la critica che il chassidismo fosse anti-intellettuale. Tramite un metodo parzialmente basato sulla Kabbalah, la filosofia Chabad fornì ai seguaci di Shneur Zalman un sistema per la comprensione divina. La filosofia Chabad incorpora gl'insegnamenti della Kabbalah quale mezzo per gestire la propria vita e la propria psiche. Secondo questo sistema, ogni aspetto del mondo esiste solo attraverso l'intervento divino. Usando un approccio intellettuale e profonde meditazioni, Shneur Zalman sostenne che era possibile ottenere il controllo completo delle proprie inclinazioni. Staccandosi dal chassidismo iniziale, secondo la filosofia Chabad il valore della Deveikus si esprime come una forma di stato intellettuale, al di sopra delle emozioni.

### Arresto e carcere
Shneur Zalman venne portato in prigione due volte dalla polizia russa su ordine dell'imperatore Paolo I di Russia. Nel 1798 avvenne la prima cattura, che vide Shneur Zalman arrestato per accuse di tradimento e trasferito a San Pietroburgo, nella fortezza Petropávlovskaja, dove rimase rinchiuso 53 giorni.
Nel 1800 fu nuovamente arrestato e portato a San Pietroburgo con il figlio Moshe che fungeva da interprete, siccome Shneur Zalman non conosceva né il russo né il francese. Venne rilasciato qualche settimana dopo, ma dovette rimanere in città. Poche settimane più tardi, l'incoronamento del nuovo zar, Alessandro I, portò alla sua liberazione.

### Scomparsa di Moshe Schneersohn
Moshe Schneersohn (anche Zalmanovitch o Shneuri, conosciuto in seguito col nome di Léon Yulievitz) (1784?-1853?) era il figlio minore di Shneur Zalman di Liadi e fratello di Dovber Schneuri, e svolgeva il ruolo di rabbino nello shtetl di Ulla, sempre in Bielorussia. Secondo una leggenda si sarebbe convertito alla Chiesa ortodossa russa nel 1820, ma le circostanze di questo strano episodio non sono mai state chiarite e sarebbe morto in un manicomio a San Pietroburgo.
Alcuni racconti degli chassidim di Chabad hanno conservato una storia sulla presunta conversione di Moshe, ed il sesto Rebbe di Lubavitch, Yosef Yitzchok Schneersohn, ne ha data una propria versione nella cronaca sulla storia di Chabad scritta da lui stesso. Tali racconti narrano che Moshe, accompagnato da suo fratello Dovber, avrebbe discusso con lo zar sulle condizioni di vita della popolazione ebraica nella Russia imperiale. Quest'ultimo, impressionato dall'erudizione di Moshe, organizzò una disputa teologica con un sacerdote cristiano del suo paese. Moshe accettò la sfida, e vinse. I cristiani, adirati per il suo successo, lo fermarono e lo trascinarono in una chiesa, dove lo avrebbero costretto con la forza a firmare una lettera in cui dichiarava la propria conversione al cristianesimo. Moshe sarebbe riuscì infine a scappare ma, temendo l'arresto, viaggiò in incognito per tutta l'Europa fino alla propria morte, avvenuta forse nel 1878. Sempre secondo queste storia, Moshe sarebbe sepolto in una tomba anonima nello shtetl di Radomyšl, in Ucraina.
David Assaf, professore di storia ebraica all'Università di Tel Aviv, nel suo libro Caught in the Thicket: Chapters of Crisis and Discontent in the History of Hasidism sostiene che le varie versioni di questo racconto agiografico tramandato dai Lubavitcher non possono esser prese per vere. La ricerca di Assaf sulle circostanze reali della vita e della morte di Moshe Schneersohn e le sue conclusioni sono state oggetto di critiche e attacchi da diversi ebrei chassidici; la distribuzione del libro, sia in ebraico che in inglese, rimane molto limitata.

## Controversie
1. Separazione Strashelye
2. Controversia sull'Olocausto
3. Messianismo Chabad
4. Proprietà Weinstock
5. Controversie locali (per nazione)
6. Controllo di 770 Eastern Parkway